# François Bayle
François Bayle (1622-1709) foi um médico neurologista francês; um precursor da neurologia.